# Квантовий підсилювач
Квантовий підсилювач — пристрій, призначений для підсилення електромагнітних хвиль за допомогою вимушеного випромінювання збуджених іонів, молекул або атомів. Ефект посилення в квантових підсилювачах пов'язаний зі зміною енергії внутрішньоатомних електронів, переміщення яких описується квантовою механікою. Тому, на відміну від лампових підсилювачів, де застосовуються потоки вільних електронів, переміщення яких повністю описується класичною механікою, дані підсилювачі отримали назву квантових.
Крім вимушених квантових переходів збуджених атомів в стан з меншою енергією допустимі їх мимовільні (спонтанні) переходи, в результаті застосування яких випромінюються хвилі, що мають випадкові поляризацію, фазу і амплітуду, то вони додаються до посилюваної хвилі в якості шумів.  Спонтанне випромінювання представляється єдиним, непереборним джерелом шумів квантових підсилювачів.  Потужність спонтанного випромінювання в радіодіапазоні досить невелика і швидко зростає при переході до оптичного діапазону.  У зв'язку з цим квантові підсилювачі радіодіапазону відрізняються дуже низьким рівнем власних шумів.  Через надзвичайно низького рівня шумів зростає чутливість квантових підсилювачів, т. Е. Велика здатність посилювати вельми слабкі сигнали.  Квантові підсилювачі використовуються в якості вхідних ступенів в самих високочутливих радиоустройствах в діапазоні довжин хвиль 0,4-50 см. Квантові підсилювачі радіодіапазону істотно збільшили дальність дії космічних ліній зв'язку радіотелескопів, планетних радіолокаторів і з міжпланетними станціями.
В оптичному діапазоні квантові підсилювачі широко застосовуються в якості підсилювачів потужності лазерного випромінювання.  Квантові підсилювачі світла мають багато подібностей за конструкцією і принципом дії з квантовими генераторами світла.
Вимушений перехід атома зі стану з більшою енергією в стан з меншою енергією, що супроводжується випромінюванням кванта електромагнітної енергії, що призводить до посилення коливань, яке створюється одним атомом, досить мало.  Однак якщо коливання частоти поширюється в речовині, яке містить велику кількість еквівалентно збуджених атомів, розташованих на рівні з підвищеною енергією, то посилення може стати дуже великим.  Атоми ж, розташовані на нижньому рівні, в результаті вимушеного поглинання послаблюють хвилю.  В результаті речовина буде посилювати чи послаблювати хвилю в залежності від того, які атоми в ній переважають, порушені або незбуджені.
Якщо речовина існує в стані термодинамічної рівноваги, то розподіл часток по рівнях енергії залежить від його температури, причому рівень з меншою енергією більш насичений електронами, ніж рівень з більшою енергіей.

## Принцип дії
У Квантовому підсилювачі  для посилення елелектро - магнітних  коливань використовується зміна внутрішньої  енергії частинок при квантових переходах із збудженого стану в стан з меншою енергією.  Такими частками є парамагнітні  іони, ізоморфно входять у вигляді невеликої домішки (соті частки%) в кристалічну  ґратку діелектричного  кристала (парамагнітні кристали).  У зовнішньому  магнітному  полі Н основний  рівень парамагнітного  іона розщеплюється на декілька  підрівнів.  Інтервали між магнітними  підрівнями залежать від напруженості магнітного  поля Н, при H ~ 103 Е вони зазвичай відповідають НВЧ-діапазону.  Імовірність w вимушених переходів між ними пропорцыйна  квадрату амплітуди магнітного  НВЧ-поля, що впливає на іон і квадрату деякої величини s, що характеризує ефективність взаємодії цього поля з іоном (s - матричний елемент магнітно-дипольних переходів, залежить від властивостей іона в кристалі і від поляризації НВЧ-поля).  Імовірність w однакова для переходів з нижнього підрівня на верхній і в зворотному напрямку.
Якщо сукупність парамагнітних  іонів в кристалі знаходиться в термодинамічній  рівновазі з кристалічними ґратами при температурі Т, то рівноважні населеності «равновесные населённости» N1p і N2p магн.  рівнів E1 і E2 (E2> E1) відповідають розподілу Больцмана.